# Margarida Rebelo Pinto
Maria Margarida Valente Rebelo Pinto (Lisboa, 7 de Junho de 1965) é uma escritora portuguesa.

## Biografia
Margarida Rebelo Pinto licenciou-se em Línguas e Literaturas Modernas na Universidade Clássica de Lisboa e iniciou a actividade de jornalista em várias publicações como: O Independente, Se7e, Marie Claire e Diário de Notícias.[carece de fontes?]
O seu primeiro livro, Sei lá, publicado em 1998 pela Difel .
Paralelamente à escrita, Margarida dedicou-se também ao cinema, sendo a autora do telefilme da SIC Um Passeio no Parque e posteriormente ao teatro. [carece de fontes?]

## Polémica com João Pedro George
Em Março de 2006, juntamente com a sua editora Oficina do Livro, entrou com uma providência cautelar para impedir a publicação de Couves e Alforrecas de João Pedro George, onde este faz uma análise crítica sobre a obra publicada da autora até Pessoas como nós. Neste livro, é avançada a tese de que Margarida Rebelo Pinto tem deficiências graves como escritora, incluindo a sua limitação na caracterização de personagens de estrato social que não o dos seus protagonistas (i.e. estrato social baixo), salientando que existem temas e ideias, e mesmo frases e parágrafos, que passam de livro para livro. O tribunal recusou a providência cautelar.

## Obra

### Livros
- 1998 - Sei Lá[3]
- 1999 - Herman Superstar (Biografia de Herman José)
- 2000 - Não há Coincidências[3][4]
- 2000 - As Crónicas da Margarida[3]
- 2002 - Alma de Pássaro[3]
- 2002 - Artista de Circo[3]
- 2003 - I'm in Love With a Pop Star[3]
- 2004 - Nazarenas e Matrioskas[3]
- 2005 - Pessoas como Nós[3]
- 2006 - Diário da Tua Ausência[3]
- 2006 - Vou Contar-te um Segredo[3]
- 2007 - A Rapariga que Perdeu o Coração
- 2008 - Gugui, o Dragão Azul[3]
- 2008 - Português Suave[3]
- 2008 - Onde Reside o Amor[3]
- 2009 - O Dia em Que Te Esqueci[3]
- 2010 - A Minha Casa é o Teu Coração[3]
- 2011 - Minha Querida Inês[3]
- 2012 - O Amor é Outra Coisa[3]
- 2013 - Há Sempre Uma Primeira Vez[3]
- 2014 - Os Milagres Acontecem Devagar[3]
- 2015 - Mariana, Meu Amor[3]
- 2016 - Quando Voltares Para Mim[3]
- 2016 - O Meu Amor Existe[3]
- 2017 - Antes que Seja Tarde[3]
- 2018 - Vem Voar Comigo
- 2019 - A Desordem Natural das Coisas
- 2020 - A Certeza do Acaso
- 2021 - A Lenda do Belo Soldado
- 2025 - A Grande Ilusão

### Argumento para Filmes
- 1999 - Um Passeio no Parque
- 2009 - Sei lá, adaptação do livro para o cinema

## Televisão
- 2001 - Noites marcianas (SIC)
- 2003 - Rosa Choque (TVI)
- 2017 - MasterChef Celebridades (TVI)

## Prémios
- 1999 - Prémio Literário Fnac, para Sei lá